# محفر (حديبو)

تعديل مصدري - تعديل

محفر هي إحدى قرى مديرية حديبو التابعة لمحافظة سقطرى، بلغ تعداد سكانها 134 نسمة حسب تعداد اليمن لعام 2004.